# Sauchy-Lestrée
Sauchy-Lestrée és un municipi francès situat al departament del Pas de Calais i a la regió dels Alts de França. L'any 2007 tenia 452 habitants.

## Demografia

### Població
El 2007 la població de fet de Sauchy-Lestrée era de 452 persones. Hi havia 188 famílies de les quals 48 eren unipersonals (20 homes vivint sols i 28 dones vivint soles), 68 parelles sense fills, 60 parelles amb fills i 12 famílies monoparentals amb fills.
La població ha evolucionat segons el següent gràfic:
Habitants censats

### Habitatges
El 2007 hi havia 203 habitatges, 191 eren l'habitatge principal de la família, 2 eren segones residències i 10 estaven desocupats. Tots els 194 habitatges eren cases. Dels 191 habitatges principals, 152 estaven ocupats pels seus propietaris, 34 estaven llogats i ocupats pels llogaters i 5 estaven cedits a títol gratuït; 1 tenia una cambra, 11 en tenien dues, 17 en tenien tres, 49 en tenien quatre i 113 en tenien cinc o més. 140 habitatges disposaven pel capbaix d'una plaça de pàrquing. A 76 habitatges hi havia un automòbil i a 84 n'hi havia dos o més.

### Piràmide de població
La piràmide de població per edats i sexe el 2009 era:
| Homes | Edats   | Dones |
| ----- | ------- | ----- |
| 0     | 95 o +  | 0     |
| 0     | 90 a 94 | 0     |
| 0     | 85 a 89 | 0     |
| 0     | 80 a 84 | 8     |
| 8     | 75 a 79 | 16    |
| 8     | 70 a 74 | 8     |
| 12    | 65 a 69 | 8     |
| 12    | 60 a 64 | 16    |
| 16    | 55 a 59 | 4     |
| 20    | 50 a 54 | 16    |
| 24    | 45 a 49 | 20    |
| 20    | 40 a 44 | 20    |
| 12    | 35 a 39 | 8     |
| 20    | 30 a 34 | 12    |
| 16    | 25 a 29 | 16    |
| 12    | 20 a 24 | 8     |
| 8     | 15 a 19 | 12    |
| 16    | 10 a 14 | 12    |
| 8     | 5 a 9   | 20    |
| 16    | 0 a 4   | 0     |

## Economia
El 2007 la població en edat de treballar era de 292 persones, 212 eren actives i 80 eren inactives. De les 212 persones actives 186 estaven ocupades (104 homes i 82 dones) i 26 estaven aturades (14 homes i 12 dones). De les 80 persones inactives 25 estaven jubilades, 20 estaven estudiant i 35 estaven classificades com a «altres inactius».

### Ingressos
El 2009 a Sauchy-Lestrée hi havia 179 unitats fiscals que integraven 426 persones, la mediana anual d'ingressos fiscals per persona era de 16.369,5 €.

### Activitats econòmiques
Dels 7 establiments que hi havia el 2007, 1 era d'una empresa de fabricació d'altres productes industrials, 3 d'empreses de construcció, 2 d'empreses d'hostatgeria i restauració i 1 d'una empresa classificada com a «altres activitats de serveis».
Dels 2 establiments de servei als particulars que hi havia el 2009, 1 era un taller de reparació d'automòbils i de material agrícola i 1 paleta.
L'any 2000 a Sauchy-Lestrée hi havia 8 explotacions agrícoles que ocupaven un total de 460 hectàrees.

## Equipaments sanitaris i escolars
El 2009 hi havia una escola maternal integrada dins d'un grup escolar amb les comunes properes formant una escola dispersa.

## Poblacions més properes
El següent diagrama mostra les poblacions més properes.